# Elisabeth von Ungarn (die Selige)

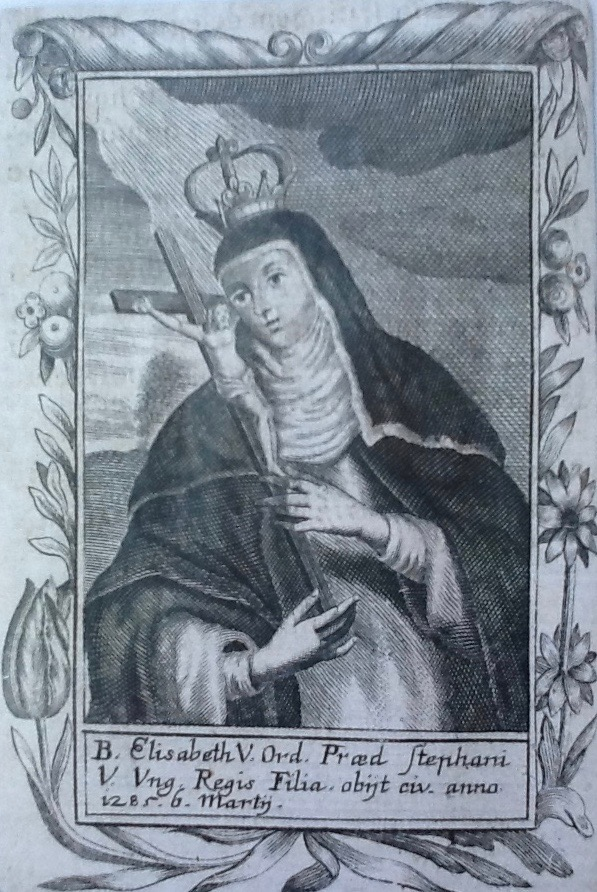
Die 'selige' Elisabeth von Ungarn; (*~1255, † vor 1323)

Die ‚selige‘ Elisabeth von Ungarn (* um 1255, † vor 1323) war die älteste Tochter des ungarischen Königs Stephan V. aus dem Hause der Arpaden und dessen Ehefrau Elisabeth ‚der Kumanin‘.

## Lebenslauf

### Jugend und erste Jahre im Kloster
Weder ihr genaues Geburtsjahr noch ihr Geburtsort sind bekannt. Aber aus einer Urkunde von 1265 wissen wir, dass Elisabeth bereits damals Insassin des Klosters auf der Hasen-Insel (heute Margareteninsel in Budapest) war, in dem ihre Tante, die später heiliggesprochene Margarete, als Klostervorsteherin des Dominikanerklosters wirkte. Der Legende nach soll sie bereits als kleines Mädchen in das Kloster gegeben worden sein. Um das Jahr 1263 wurde sie als Nonne eingekleidet.
Über die ersten Jahre ihres Klosterlebens ist nur wenig bekannt. In einer Schrift des ungarischen Jesuiten-Paters Gábor Hevenesi aus dem Jahre 1695 „Régi Magyar Szentség“ wird ihre Vita beschrieben. Hevenesi schreibt darin Folgendes:
„Elisabeth, trägt den gleichen Namen, als viele ungarische Heilige, die wir verehren.  Sie war die Tochter des ungarischen Königs Stephan V. und Elisabeth der Kumanin. Seit ihrem Kleinkindalter wurde sie zur Gottesfurcht und Liebe erzogen. Als Vierjährige trat sie in das Nonnenkloster, welches auf der Hasen-Insel Mitten der Donau in Buda ihr väterlicher Großvater gründete. Dort lebte sie ganz zu Gottes Ehre und weihte ihr Leben dem Himmel. Sie folgte dem Beispiel ihrer Tante, der Heiligen Margarethe und lebte hier, bis sie nicht auf Weisung des Papstes Ungarn verließ. Sie ging nach Mailand in das Kloster St. Peter, das von ihrer Schwester Maria, der Gemahlin von Karl, dem König von Sizilien, gegründet und mit reichen Gaben ausgestattet war. In ihrem neuen Heim lebte sie Gott gefällig, die von Gott erhaltene Erleuchtung zeichnete sie zur Demut aus. Mit Freuden verrichtete sie solche Arbeiten, die ansonsten nur von den untersten Dienstboten verrichtet wurden: sie reinigte die Öfen und die Klosterzellen, machte Feuer im Herd. Je untertäniger sie sich benahm, umso näher und wohlgefälliger kam sie ihrem himmlischen Bräutigam näher. Statt der irdischen Krone, strebte sie, die himmlische Krone zu erlangen. Am 6. März 1285 stieg ihre Seele in den Himmel auf. Nach ihrem Tode wurde der Ruf ihrer Heiligkeit überall bekannt.“
Die historischen Tatsachen weichen jedoch bedeutend von der idealisierten Vita von Pater Hevenesi ab. Nach dem Tode ihrer Tante war Elisabeth die bedeutendste Konventualin des Klosters auf der Hasen-Insel. Als Äbtissin dieses Dominikanerklosters trug sie zum materiellen Wohlstand durch den Erwerb von Immobilien und Liegenschaften wesentlich bei. Diese Prosperität des Klosters ist in zahlreichen zeitgenössischen Urkunden dokumentiert.

### Ehe mit Stefan Uroš II. Milutin
Ihre Laufbahn im Kloster wurde durch eine diplomatische Reise nach Serbien unterbrochen, die sie im Auftrag ihres königlichen Bruders Ladislaus IV. unternahm. Gemäß einer Aufzeichnung des byzantinischen Geschichtsschreibers Geórgios Pakhümeres soll Elisabeth nach ihrer Ankunft in Serbien (angeblich gegen ihren eigenen Willen) von Stefan Uroš II. Milutin „erobert“ worden sein. Danach heiratete Stefan Elisabeth. Der Ehe entstammte eine Tochter namens Zorica; ob Stefan Uros’ Sohn Stefan Constantin (~1282–1322) noch aus der Ehe mit seiner zweiten Ehefrau Helena Doukaina oder aber von Elisabeth stammt, konnte nicht eindeutig geklärt werden.
Die Ehe gestaltete sich von Anfang an problematisch, da Elisabeth ihr Klostergelübde gebrochen hatte und der römisch-katholischen Kirche angehörte und nicht der Orthodoxie, wie ihr Mann. Außerdem war es damals Geschwistern verboten, eine Frau aus einer Familie zu heiraten, mit der man bereits verschwägert war. (Der ältere Bruder von Stefan Uroš II., Stefan Dragutin war bereits mit Katharina (*~1256, † ~1316), der Tochter von Stephan V. aus dem Hause der Arpaden verheiratet. Sie war die ältere Schwester von Elisabeth.) Unbestätigten Annahmen zufolge soll Uroš II. von seiner zweiten Ehefrau Helena Doukaina Angelina noch nicht geschieden worden sein. Die Mutter Uroš II., Hèlène von Anjou, intervenierte deshalb bei Papst (Martin IV. oder Honorius IV.) und bat um die Auflösung der Ehe, um einen gesellschaftlichen Skandal zu vermeiden. Die Beziehung endete damit, dass Elisabeth ins Kloster auf die Hasen-Insel zurückgeschickt wurde.
Über den Zeitablauf der oben genannten Ereignisse gibt es keine gesicherten Erkenntnisse. Historiker nehmen jedoch an, dass es sich um einen Zeitraum vor 1286 handelt.

### Ehe mit Zawisch von Falkenstein
Zawisch von Falkenstein geriet um die Jahre 1287/1288 an den ungarischen Königshof von Ladislaus IV. Zeitgenössischen Dokumenten zufolge entsprach er dem mittelalterlichen Männerideal, war wohlhabend und als Ritter wegen seiner körperlichen Kraft bekannt. Nach Ungarn ging er, um einen Verbündeten in König Ladislaus zu finden, der ihm gegen den empörten tschechischen Adel sowie gegen den tschechischen König Wenzel II. unterstützen würde. Dieses politische Bündnis sollte durch eine Heirat bekräftigt werden.
Elisabeth hatte auf Ladislaus bedeutenden Einfluss; das beweist auch die Tatsache, dass sie die zwischen September 1286 und August 1287 ins Kloster verbannte legitime Ehefrau des Königs Elisabeth von Sizilien beaufsichtigte und gefangen hielt.
Auch von den Plänen ihres Bruders, sie selbst mit Zawisch zu verheiraten, war sie durchaus angetan. Sie unterstützte den Plan ihres Bruders und schien den Wunsch gehabt zu haben, die Ehefrau des gut aussehenden Zawisch zu werden.
Elisabeth wurde deshalb von Bewaffneten, an deren Spitze sich ihr Bruder befand, aus dem Kloster ‚entführt’ und am 4. Mai 1288 mit Zawisch verheiratet. Dass die „Entführung“ mit Elisabeths vorherigen Einverständnis erfolgte, kann als sicher angenommen werden. Das berichtete jedenfalls der damalige Erzbischof von Gran Lodomerius (1279–1298) in einem erbosten Brief vom 8. Mai 1288 an den Papst. (Nikolaus IV.)
Nachdem das frisch vermählte Paar erfolglos beim Erzbischof von Gran um die Anerkennung der Ehe interveniert hatte, zog es sich auf die Burg Fürstenstein bei Politschka zurück, wo Elisabeth einen Knaben gebar. Nach der Geburt des Sohnes wollte Zawisch auch den König zur Taufe laden. Dieser bestand jedoch darauf, dass er die Einladung persönlich in Prag überreiche. Als Zawisch in Prag ankam, wurde er im Januar 1289 gefangen genommen und zur Herausgabe der königlichen Güter aufgefordert. Nachdem sich Zawisch geweigert hatte, diesem Wunsch nachzukommen, wurde er des Hochverrats angeklagt und am 24. August 1290 vor den Augen seiner Brüder unter der Burg Frauenberg mit dem Schwert hingerichtet. Der Hinrichtungsort wurde deshalb gewählt, da sich auch Zawischs Bruder Witiko II. von Krumau weigerte, die Burg Frauenberg, die er unrechtmäßig hielt, herauszugeben.

### Letzte Jahre und Tod
Was nach der Hinrichtung ihres Mannes aus Elisabeth wurde, kann nicht genau berichtet werden. Eine gesicherte Angabe steht zur Verfügung, wonach Elisabeth im Jahre 1300 zu ihrer Schwester Maria, der Ehefrau Königs Karl II. nach Neapel fuhr, wo sie sich im Kloster San Pietro niederließ. Ihr Sohn war vermutlich zu diesem Zeitpunkt nicht mehr am Leben, da ihr Erbe an den Enkel ihrer Schwester Maria, den späteren ungarischen König Karl Robert überging.

### Resümee
Über den Zeitpunkt und die Umstände ihrer Seligsprechung (kanonisches Verfahren) konnten keine genauen Angaben ermittelt werden. Heute ist die 'selige Elisabeth' bei Gläubigen der katholischen Kirche vergessen. Auch in der Kirchenpraxis wird sie nicht mehr verehrt.
Viele Historiker nennen Elisabeths Ehe mit Zawisch von Falkenstein ihre erste, also vor der Ehe mit Stefan Uroš II. Milutin. Der vorliegende Artikel hält sich an die von Ferenc Kanyó festgelegte Reihenfolge, die den neuesten Forschungsergebnissen entspricht (siehe Literatur).